# Oughterard
Oughterard (Iers: Uachtar Ard) is een plaats in het Ierse graafschap Galway. Het ligt aan de oever van de Owenriff rivier. De plaats telt 3209 inwoners. 
Op drie kilometer buiten de stad bevindt zich het Aughnanure Castle, een goed behouden Iers torenhuis.